# Rușețu (gmina)
Rușețu – gmina w Rumunii, w okręgu Buzău. Obejmuje dwie miejscowości Rușețu i Sergent Ionel Ștefan. W 2011 roku liczyła 3720 mieszkańców.